# Port de Solférino
Le port de Solférino est une voie située dans le quartier des Invalides et le quartier Saint-Thomas-d'Aquin du 7e arrondissement de Paris, en France.

## Situation et accès
Le port de Solférino est une voie publique située dans le 7e arrondissement de Paris. Il débute au niveau du pont Royal et se termine à celui du pont de la Concorde.
Côté Concorde, il est poursuivi par le port des Invalides.

## Origine du nom
Cette voie tient son nom de son voisinage avec l'ancien pont de Solférino.

## Historique
Ancien port d'Orsay, cette voie porte son nom actuel depuis 1905. Il fut utilisé par les péniches pour décharger sable, pierres et autres matériaux de construction. 
En 1960, une partie de la voie express rive gauche empiète sur celle du port de Solférino. 
En 2013, la construction — dans le cadre des travaux des voies sur berges de la rive gauche de la Seine et de la fermeture de la voie express — d'un escalier descendant depuis le quai Anatole-France et le musée d'Orsay vers la Seine, relie directement pour les piétons le port et les berges aux voies le surplombant.

## Bâtiments remarquables et lieux de mémoire
- De l'amont vers l'aval, le pont Royal, la passerelle Léopold-Sédar-Senghor (anciennement passerelle Solférino) et le pont de la Concorde enjambent le port. Une section du port, désormais piéton, porte le nom de promenade Édouard-Glissant en hommage à l'écrivain, qui vivait à proximité.

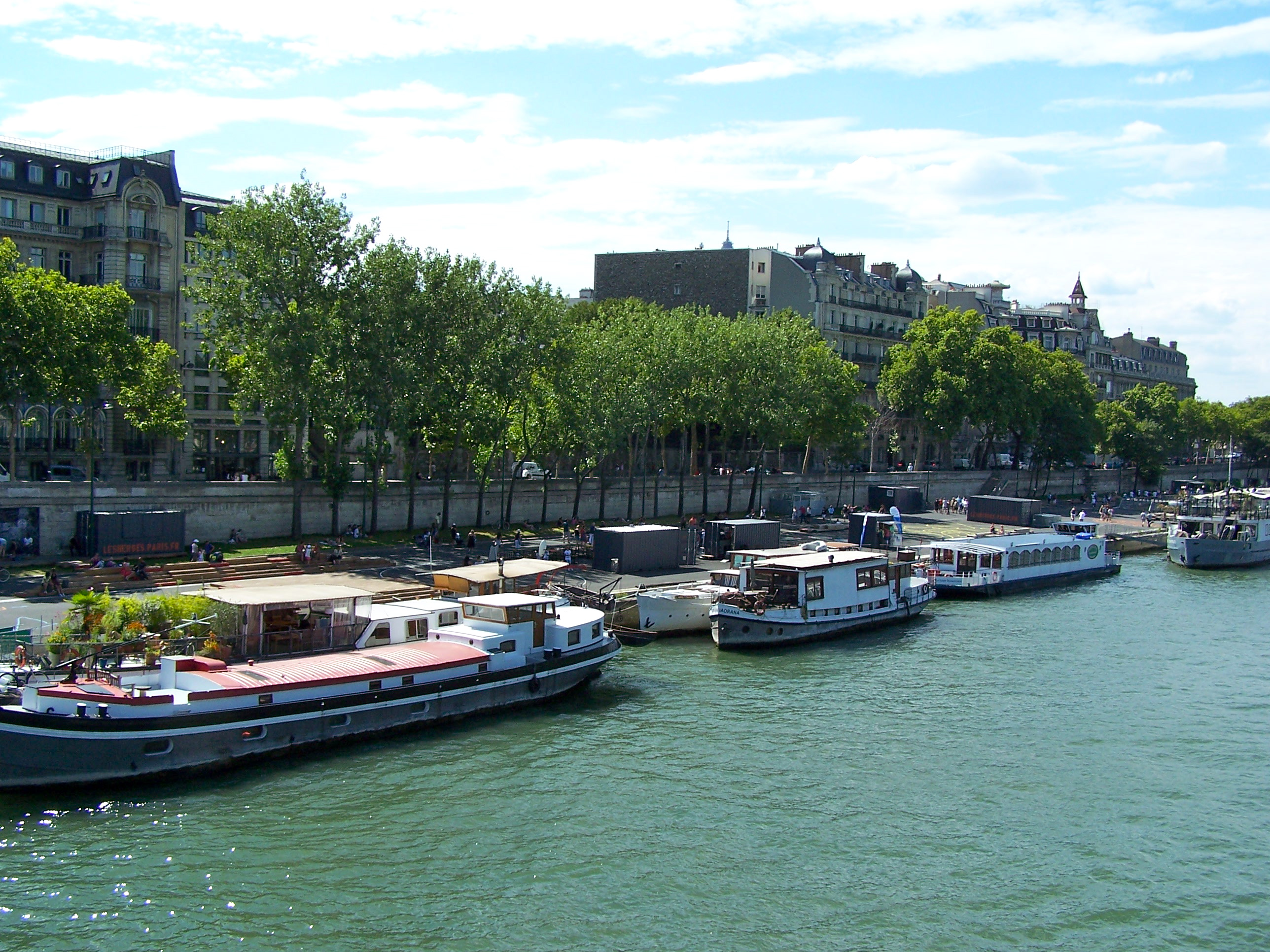
Vue du port vers l'ouest.

## Pour approfondir